# Materia autochtoniczna
Materia autochtoniczna – materia organiczna wytwarzana przez producentów w danym ekosystemie. Zwykle dzieje się to na drodze fotosyntezy, rzadziej chemosyntezy. Ekosystem, który funkcjonuje w oparciu tylko o tę materię, nazywa się autotroficznym.